# Sombor
Sombor (serbisch-kyrillisch Сомбор, ungarisch Zombor) ist eine Stadt im Bezirk Westliche Bačka, autonome Provinz Vojvodina, im äußersten Nordwesten Serbiens, nahe der Grenze zu Ungarn und Kroatien. Sombor hat etwa 60.000 Einwohner (2005), die Opština Sombor ca. 100.000 Einwohner.

## Geschichte

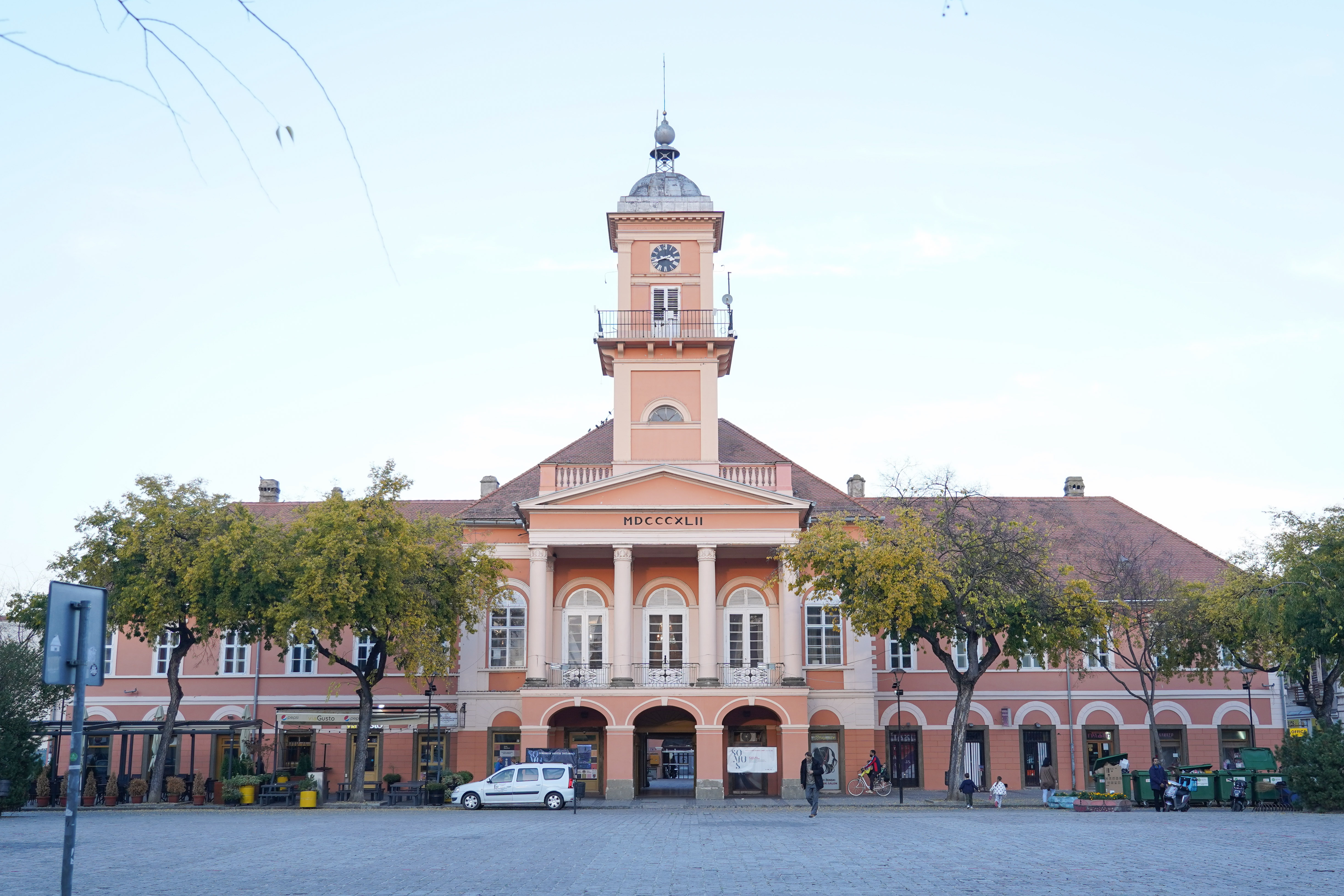
Das Rathaus von Sombor

Die Stadt wurde erstmals 1360 urkundlich erwähnt. Die damals zum ungarischen Reich gehörige Stadt trug zunächst den Namen Czoborszentmihály nach der Familie der Czobors, die damals im Besitz der Stadt war. Die slawische Variante des Namens, Sombor, tauchte erstmals 1543 auf. Im 16. Jahrhundert geriet die Stadt unter osmanische Herrschaft, 1687 kam sie unter habsburgische Herrschaft und war Teil des Königreichs Ungarn.
1717 wurde eine erste orthodoxe Grundschule gegründet. 1722 kam eine römisch-katholische Schule hinzu. 1778 wurde ein Gymnasium eingerichtet, das älteste auf dem Gebiet des heutigen Serbien.
1786 lebten in Sombor 11.420 Einwohner. 1843 waren es 21.086, von denen 56 % orthodoxen und 43 % katholischen Glaubensbekenntnisses waren. Nach Ende des Ersten Weltkrieges musste Ungarn die Vojvodina an das Königreich der Serben, Kroaten und Slowenen (das spätere Jugoslawien) abtreten.
Während des Zweiten Weltkrieges annektierte Ungarn das Gebiet 1941, ehe es 1945 wieder zu Jugoslawien kam.

## Sehenswürdigkeiten
- Nationaltheater (Narodno pozorište): Wurde in klassizistischem Stil, mit Beimischungen des Eklektizismus gebaut (1882).
- Stadtmuseum (Gradski muzej): Wurde 1883 gebaut, im Stil des Eklektizismus, beinhaltet archäographische, historische und ethnographischer Sammlungen, eine Galerie sowie eine Bibliothek.
- Stadtbibliothek (Mala biblioteka): 1883 im Stil des Klassizismus/Eklektizismus erbaut.
- Lehrerausbildungsanstalt: 1895 im Stil der Neorenaissance gebaut.
- Schulheim (Sokolski dom): Wurde im byzantinischen Stil 1927 gebaut. Wahrzeichen sind die Falken. Heute ist es ein Treff der verschiedenen Sportvereine. Außerdem finden dort verschiedene Veranstaltungen statt(Konzerte etc.).
- Milan-Konjović-Gemäldegalerie (Konjovićeva galerija): Das Gebäude hat im Biedermeierstil Apotheker Emil Gale 1838 erbaut.
- Stadthaus (Gradska kuća): Wurde im Stil des Neoklassizismus gebaut. Seit 1749 befindet sich dort der Stadtmagistrat, Rundfunk Sombor und die Redaktion der Zeitung Somborske Novine.
- Kronić-Palast (Kronić palata): Wurde am Anfang des 20. Jahrhunderts im Stil des Eklektizismus gebaut.
- Türkisches Haus (Turska kuća): Stammt aus dem 17. Jahrhundert, 1789 wurde dort die erste Poststelle der Stadt Sombor eröffnet.
- Serbischer Lesesaal (Srpska čitaonica): Wurde 1845 im Stil des Eklektizismus erbaut.
- Kirche des heiligen Stefan/Karmelitenkirche (Crkva Svetog Stjepana Kralja): Im Stil des Romantismus gebaut und 1904 eingeweiht.[1]
- Katholische Kirche der heiligen Dreifaltigkeit (Katolička crkva): Wurde in 1763 von den Franziskanern im Barockstil gebaut.
- Katholisches Kloster der Karmeliten: Erbaut 1904
- Evangelische Kirche (Evangelistička crkva): Erbaut 1901.
- Orthodoxe Kirche des heiligen Georgius (Pravoslavna crkva svetog Đorđa): Im Stil des Barock und Rokoko 1761 erbaut.
- Orthodoxe Kirche des heiligen Johannes (Pravoslavna crkva svetog Jovana): Sie wurde auf den Resten der türkischen Moschee 1790 im Stil des Barocks und Rokoko gebaut.
- Orthodoxes Kloster des heiligen Stefan (Manastir svetog arhidjakona Stefana): Gebaut von 1928 bis 1938.
- Rathaus (Županija): Wurde 1808 im Stil des Eklektizismus gebaut. Heute befindet sich in ihr der Sitz der Gemeinde Sombor. Das Gebäude ist vom Stadtpark umgeben.
- Stadtgymnasium (Gimnazija Veljko Petrović): Erbaut 1886.

## Bevölkerung
Bei der Volkszählung 2002 hatte die Gemeinde 97.263 Einwohner, von denen die Mehrheit (51.471 Einwohner) in der Stadt Sombor lebt. In den umliegenden Dörfern wohnten insgesamt 45.792 Menschen.
- Serben 59.799 (61,48 %)
- Ungarn 12.386 (12,73 %)
- Kroaten 8.106 (8,33 %)
- Jugoslawen 5.098
- Bunjewatzen 2.730 (2,81 %)
- Montenegriner 926
- Roma 415
- Deutsche 339
- Rumänen 250
- Mazedonier 167
- Slowaken 117
- Albaner 100
- Muslime 94
- Slowenen 81
- Russinen 75
- Gorani 42
- Russen 35
- Bulgaren 32
- Bosniaken 30
- Ukrainer 27
- Tschechen 16

## Verwaltungsorganisation
Sombor wird in 7 städtischen und 15 ländlichen mesne zajednice (Ortsgemeinschaften) verwaltet.
Städtische mesne zajednice (= Stadtteile)
- Crvenka
- Gornja Varoš
- Mlake
- Nova Selenča
- Selenča
- Stara Selenča
- Venac

## Bekannte Personen
- Antal Koch (auch Anton Koch, 1843–1927), ungarischer Geologe, Mineraloge und Paläontologe
- Georg Schariczer von Rény (1864–1945), österreichisch-ungarischer Truppenführer
- Rudolf Ameseder (1877–1937), Kunsthistoriker, Komponist und Philosoph
- Joseph Brummer (1883–1947), Kunsthändler
- Veljko Petrović (1884–1967), Schriftsteller
- Milan Konjović (1898–1993), Maler
- Andrija Konc (1914–1945)
- Tomislav Gotovac (1937–2010), Konzeptkünstler und Schauspieler
- Radivoj Korać (1938–1969), Basketballspieler
- Helmar Müller (1939–2023), deutscher Leichtathlet
- Zvonko Bogdan (* 1942), Sänger
- Dragan Mutibarič (* 1946), Fußballspieler
- Ivan Frgić (1953–2015), Ringer
- Dragan Trkulja (* 1964), Fußballspieler
- Zoltan Sabo (1972–2020), Fußballspieler und -trainer
- Rade Mijatović (* 1981), montenegrinischer Handballspieler
- Nikola Rađen (* 1985), Wasserballspieler, Weltmeister
- Katarina Krpež Šlezak (* 1988), Handballspielerin
- Novak Bošković (1989–2019), Handballspieler
- Kristina Liščević (* 1989), Handballspielerin
- Filip Krajinović (* 1992), Tennisspieler
- Nemanja Mladenović (* 1994), Handballspieler
- Aleksandra Prijović (* 1995), Sängerin
- Nikola Jokić (* 1995), Basketballspieler
- Xenia Jost (* 1998), deutsch-serbische Kanutin
- Srđan Hrstić (* 2003), Fußballspieler